# ボビー・オロゴン
ボビー・オロゴン（Bobby Ologun、1966年〈公称：1973年〉4月8日 - ）は、ナイジェリア系日本人のタレント、格闘家、実業家。アレムコプロダクション所属。
ナイジェリア・イバダン出身のヨルバ人で、埼玉県さいたま市浦和区（旧・浦和市）在住。2007年に日本国籍を取得しており、本名（日本名）は近田 ボビー（こんだ ボビー）。ナイジェリア国籍時代の旧名はカリム・アルハジ・オロゴン（Karim Alaji Ologun）。実弟は元格闘家のアンディ・オロゴン。血液型はO型。

## 略歴
貿易会社を経営する父親のもと、34人兄弟の3番目として生まれる。ナイジェリアでは法的には一夫多妻制は認められていないが父には6人の妻がおり、その内の1人はボビーより年下である。父親は厳格で、本人曰く「幼少時代から自分が悪い事をすると父親から毎日のようにムチなどで叩かれる体罰を受けており、今でも父親を恐れている」とのことだが、教育のために幼少から仕事の現場を見せてくれたり、仕事で日本を行き来していた関係から、日本の良さや日本人の優しさなどを教わる。
ナイジェリアの国立大学経済学部を卒業後、父の仕事の手伝いでドイツやイギリスなど世界各国を回り、1995年に糸の買い付けを目的に初来日。買い付け資金500万円とパスポートをリムジンバスの中に置き忘れてしまうが、交番に届いていたため幸運にも戻ってくる。この出来事についてボビーは、「お金が戻ってくる国なんて世界中でも日本だけ。素晴らしい国だと思ったよ」と回想しており、「父の言葉は本当だった」と感動したとのこと。1998年にタイヤチューブの買い付けのため再来日するも、日本で知り合った人に「パチンコをやればお金はすぐに2倍になる」と唆され、大敗した結果3か月で全ての資金を使い果たしてしまい、そのまま日本にとどまる。その頃お世話になった太田夫妻とは、ホムカミの企画で再会を果たした。
後に妻となる日本人女性とは東京のバーで知り合い、交際を始める。ボビーが帰国する際に彼女も付いて来てくれ、ナイジェリアで1年ほど生活したのち、結婚。
2001年、TBSのバラエティ番組『さんまのSUPERからくりTV』で街頭インタビューを受けた際のデタラメな日本語がプロデューサーの目に留まって、その後始まったコーナー「セインのファニエスト外語学院」に生徒役としてレギュラー出演するようになり、「ボビーと思います（ボビーと申します）」「もす!（押忍!）」などの微妙に間違った日本語と天然ボケのキャラクターで人気を得る。
2004年1月、ファニエスト外語学院の先生セイン・カミュ、生徒のアドゴニー、アミールらとともに、ユニット「The Students」の一員として初CDシングル『ハトマメ 〜Say Hello To The World.〜』をリリース。作詞・作曲・プロデュースは槇原敬之、振り付けはKABA.ちゃんといった顔ぶれだった。また、この番組からは2004年末の『K-1 PREMIUM 2004 Dynamite!!』への出場を目指す企画もスタート。ついには本当に格闘家デビューを果たす。
2006年1月、当時の所属事務所・アールアンドエープロモーションと出演料などをめぐり対立。事務所内で暴れ、その場に居合わせた鈴木宗男衆議院議員（当時）の元私設秘書ジョン・ムウェテ・ムルアカに軽い怪我を負わせる事件を起こし、芸能活動の自粛を余儀なくされる。同年5月、ボビーは同事務所からの独立を一方的に宣言するも、同社は「契約が2007年末まで残っており、それまでタレント活動はできない」と主張し対立が深まったが、同年7月、両者と利害関係のないフェイスネットワークへ移籍することで決着した。その後、同社の芸能部から分社したプラチカに転籍。現在は個人事務所・アレムコプロダクションに所属。
2007年、日本国籍を取得。妻の姓「近田（こんだ）」と、ニックネームであった「ボビー」を個人名とし、日本名を「近田ボビー」とした。
2013年6月、自身が監督・制作・企画・脚本・主演を務めた自伝的映画『MOON★DREAM』が公開された。
2020年5月16日、自宅で妻の頬を指先で叩いたとして、暴行の現行犯で埼玉県警察に逮捕された。妻によると、「長年DV被害を受けてきた」としており、一方でボビー自身は容疑を否認した。その後、さいたま地方裁判所での勾留延長が認められず、事件の2日後である5月18日 21時19分に釈放された。同年9月24日、暴行の罪でさいたま地方検察庁に在宅起訴された。同年12月3日、さいたま地裁で初公判が開かれ、ボビーは起訴内容を認めた。2021年5月13日、さいたま地裁から罰金10万円の判決を言い渡された。
同年9月16日、この日開設したYouTubeチャンネルに動画を投稿し、芸能活動を再開させることを発表。謝罪した上で、再出発へ意気込みを語った。同年10月9日、埼玉県越谷市荒川出津橋付近で川で溺れている男性を救助した。同年11月5日に埼玉県警察から感謝状を授与された。

## 人物
- 現在の家族構成は、1999年に結婚した日本人の妻と二男三女の子供で[20]、近年は子供たちと番組で共演することも多い。
- ナイジェリアの公用語である英語とヨルバ語、フランス語のほか、日本語が話せる。前述の通り、「さんせい（先生）[注 2]」「ボビーと思います」「ナイジェリアはイッポンヤサイ（一夫多妻）」「揚げ物（曙）さん」などといった微妙に間違った日本語の言い回しを多用したり、乱暴な口調や無軌道な振る舞いを見せるタレントとして認知されているが[2]、実際は非常に聡明で流暢な日本語を話すことができる。最近[いつ?]はテレビ番組やインタビューなどでも正しい日本語を話したり、やり手投資家としての側面を紹介される機会も多くなってきた。
- 上述の通り数々の珍発言や振る舞いはあくまでも芸風で普段の本人の姿とは異なるため、バラエティ番組で長男と共演した際に「どうしてテレビではバカのふりをしているの？」と尋ねられて慌てる様子を見せたことがある。
- 公式プロフィールでは1973年生まれとなっているが、2006年1月に起こした暴行事件の際に提出された外国人登録証の記載内容から、「実際は1966年生まれ」などとスポーツ紙に報道されており、2020年の逮捕時やバラエティ番組での出演時などにおいてもこれに基づいた年齢にされている[21]。ただしボビー本人は2006年の暴行事件時に「ナイジェリアでパスポートを取得した時に（生年を）間違えられた」と否定し[22]、会見に同席したムルアカも「アフリカではよくあること」と同調している[21]。
- 前職の経験を生かし、株や為替の取引、FXなどを趣味としている。2013年には別荘、翌2014年には自身が設計した一戸建ての新築住宅を購入している[2][3][6]。
- 自身が投稿しているYouTubeの動画においては、共演者と思しき外国人スタッフとの会話も行っている。一部の動画にはサディアというボビーの母親が共演しているが、彼女が話すのはナイジェリアのヨルバ語のみ。
- 卒業した国立大学はナイジェリアの最高クラスの大学であるが、自ら話すことはなく、質問された際に「行って良かったと思う。」と答える程度であり、それを自慢するようなことはない。
- TBSのバラエティ「水曜日のダウンタウン」に出演した際、4人のアフリカ人をどの国の出身か当てるゲームで、セネガルとケニアの出身者を見事に言い当てたが、同郷のナイジェリア人をガーナ人と間違えた。

## 格闘家としての活動
2004年1月、前年の大晦日に見たというボブ・サップ vs 曙戦に触発されたボビーが、『さんまのSUPERからくりTV』のコーナー「セインのファニエスト外語学院」で柔道を体験する企画に挑戦。バルセロナオリンピック柔道金メダリストの古賀稔彦と試合をしたが、組み合った瞬間に古賀が「物凄い力だ」と驚愕し、負けはしたものの秘めたる才能を見せつけた。このVTRを見た番組司会者の明石家さんまが、「年末の格闘技イベント（K-1 Dynamite!!）出場も夢ではない」と冗談半分で言ったことから、2004年末の『K-1 PREMIUM 2004 Dynamite!!』の出場を目指す企画がスタート。番組内ではさまざまな格闘技の指導を受け、同年2月には格闘チーム「GRABAKA」に入門。菊田早苗の下で本格的に格闘技を学ぶ。3月にはディファ有明でホイス・グレイシーとのスパーリングマッチ（3分3R）で対戦し、2Rに腕ひしぎ十字固めで一本負けしたものの、ホイスを出血させるなど健闘を見せた（同年4月4日放送）。その後も修行を続け、柔道では黒帯を取得。K-1から正式にオファーを受け、同年12月31日の『K-1 PREMIUM 2004 Dynamite!!』第0試合でキックボクサーマイク・ベルナルドとの対戦が決定する。その後ベルナルドの負傷欠場によりシリル・アビディとの対戦に変更された。試合では、菊田とタレントの関根勤（番組レギュラー）をセコンドに迎え入場。3R判定勝ち。
翌2005年の『K-1 PREMIUM 2005 Dynamite!!』にも出場。元横綱・曙との対戦が決定する。試合は、2R以降スタミナ切れを起こした曙をボビーが攻め立て、3R判定勝ち。
2006年7月には藤本祐介と初のK-1ルールで対戦。跳び膝蹴りをヒットさせるなどの身体能力を見せたが、K-1ルールでは禁止されている投げ技を仕掛けるなどの反則もあり判定負け。
同年12月の『K-1 PREMIUM 2006 Dynamite!!』ではチェ・ホンマンと対戦し、1R16秒パウンドでTKO負け。
2007年の『K-1 PREMIUM 2007 Dynamite!!』に4年連続参戦。ボブ・サップと対戦し、1R4分10秒マウントパンチでKO負け。
その後格闘技の試合は行わず、プロボクシングに転向した実弟・アンディ・オロゴンをサポートすべく、平仲ジム所属でセコンドライセンスを取得したが、2011年8月には女子シュートボクシングの大会をプロデュースしたり、10月にも自身の練習するGRABAKAの初の自主興行において、ミノワマンとグラップリングルールで対戦するなど、日本ボクシングコミッション（JBC）の定める「ボクシングのセコンドライセンスを保持しながら、他の格闘技興行に関わることを禁止する」という規定に反する行為を繰り返した。外国出身のボビーが、JBCの厳格なルールを把握していなかった可能性も示唆されたが、結局セコンドライセンス取り消しの処分が下された。
2021年10月24日、ぴあアリーナMMにて開催されているRIZIN.31にて、11月20日沖縄アリーナにて開催されるRIZIN.32への参戦が発表され、後日行われた会見でボディビルダーで元プロレスラーの北村克哉と対戦する事が決まった。MMAの試合は2007年大晦日のボブ・サップ戦以来となる。
2021年11月20日、 RIZIN.32で北村克哉と対戦し、2Rにリアネイキッドチョークで一本勝ちを収めた。この試合は2020年のDV騒動の禊のつもりで行ったものであるという。

## 戦績

### 総合格闘技
| 総合格闘技 戦績 | 総合格闘技 戦績 | 総合格闘技 戦績 | 総合格闘技 戦績 | 総合格闘技 戦績 | 総合格闘技 戦績 | 総合格闘技 戦績 |
| --------------- | --------------- | --------------- | --------------- | --------------- | --------------- | --------------- |
| 5 試合          | (T)KO           | 一本            | 判定            | その他          | 引き分け        | 無効試合        |
| 3 勝            | 0               | 1               | 2               | 0               | 0               | 0               |
| 2 敗            | 2               | 0               | 0               | 0               | 0               | 0               |

| 勝敗 | 対戦相手         | 試合結果                       | 大会名                      | 開催年月日     |
| ○    | 北村克哉         | 2R 2:34 リアネイキッドチョーク | RIZIN.32                    | 2021年11月20日 |
| ×    | ボブ・サップ     | 1R 4:10 KO（マウントパンチ）   | K-1 PREMIUM 2007 Dynamite!! | 2007年12月31日 |
| ×    | チェ・ホンマン   | 1R 0:16 TKO（パウンド）        | K-1 PREMIUM 2006 Dynamite!! | 2006年12月31日 |
| ○    | 曙               | 5分3R終了 判定3-0              | K-1 PREMIUM 2005 Dynamite!! | 2005年12月31日 |
| ○    | シリル・アビディ | 3分3R終了 判定3-0              | K-1 PREMIUM 2004 Dynamite!! | 2004年12月31日 |

### キックボクシング
| キックボクシング 戦績 | キックボクシング 戦績 | キックボクシング 戦績 | キックボクシング 戦績 | キックボクシング 戦績 | キックボクシング 戦績 | キックボクシング 戦績 |
| --------------------- | --------------------- | --------------------- | --------------------- | --------------------- | --------------------- | --------------------- |
| 1 試合                | (T)KO                 | 判定                  | その他                | 引き分け              | 無効試合              |                       |
| 0 勝                  | 0                     | 0                     | 0                     | 0                     | 0                     |                       |
| 1 敗                  | 0                     | 1                     | 0                     | 0                     | 0                     |                       |

| 勝敗 | 対戦相手 | 試合結果       | 大会名                                                                             | 開催年月日    |
| ×    | 藤本祐介 | 3R終了 判定0-3 | K-1 REVENGE 2006 K-1 WORLD GP 2006 in SAPPORO 〜アンディ・フグ七回忌追悼イベント〜 | 2006年7月30日 |

### グラップリング
| 勝敗 | 対戦相手   | 試合結果           | 大会名                        | 開催年月日     |
| △    | ミノワマン | 5分1R終了 時間切れ | GRABAKA LIVE! 1st CAGE ATTACK | 2011年10月15日 |

## 投資家としての活動
ボビー・オロゴンは投資家としても活躍している。日頃から、刻々と変わる世界の株・為替・商品先物の価格状況をチェックして投資を行っている。
ボビーは「投資は昔からやってるヨ。最初に相場の世界を教えてくれたのは、ナイジェリアで貿易商をやっているお父さん。ボクは子どもの頃から見込まれて、オフィスに連れていかれては『これはドコソコの国からいくらで買ってきたモノで、これからいくらで売るから、利益はいくらになる』ということを教えてもらっていました」「こっちの国の景気がよくなるとあっちのモノが安くなって、あっちの国で紛争があるとこっちの通貨が高くなる。じゃあ、これからはこうなるんじゃないか、今度はあっちがああなるんじゃないか――、そういうのをパズルみたいに考えるのがチョー楽しかった！」とナイジェリアでの投資の体験談を語っている。
その後、ボビーはナイジェリアの国立大学の経済学部を卒業し、父親の貿易会社を手伝うことになった。
ボビーは日本人の投資活動について、「いつも慎重」、「ある程度の余裕資金ができてから始めよう、と思っていて、それで、なかなか投資に踏み切れない」と評している。そんな日本人にボビーは、「ボクは投資っていうのは収入が少ない時には少ないなりに、多くなったら多いなりにやるものだと思ってる。そうやって常に自分のお金を相場に置いておくことで、経済のことを本気で勉強するし、知識や経験も増えていく。大きな資金ができてからいきなり投資をスタートすると、失敗した時のダメージも大きくなるでしょ!?」とアドバイスしている。

## 出演

### テレビ
現在の出演番組
- ぼびバラ▽ボビーただいま反省中（2021年10月7日 - 、千葉テレビ）

過去の出演番組
- さんまのSUPERからくりTV（TBS、2001年12月 - 2005年6月・2006年10月1日）
- 最強の男は誰だ!壮絶筋肉バトル!!スポーツマンNo.1決定戦（TBS） - プロスポーツマン大会に2回、芸能人大会に1回出場。
- 海筋肉王 〜バイキング〜（フジテレビ、2005年4月3日 - 2007年3月25日）
- 三宅式こくごドリル（テレビ東京、2005年10月11日 - 2006年3月14日）
- 世界の果てまでイッテQ!（日テレ）
- シャル・ウィ・ダンス?（日テレ、2007年1月20日・27日） - 第8シリーズ
- 業界クイズ ミニキテ!（中京テレビ、2007年10月6日 - 2008年3月29日）
- 爆笑100分テレビ!平成ファミリーズ（日テレ、2007年10月7日 - 2008年3月30日）
- ゴールドハウス（フジテレビ、2008年10月18日 - 2009年9月22日）
- ボビー's スタジアム（テレビ埼玉、2009年4月13日 - 2016年3月24日）
- 欽ちゃん&香取慎吾の第83回全日本仮装大賞（日テレ、 2010年1月10日） - No.6「走り幅跳び」
- お宝発信タワー DAI-NAMO（CBC、2010年10月13日 - 2011年9月21日）
- 芸能界特技王決定戦 TEPPEN（フジテレビ、2011年1月4日・2012年1月7日） - アームレスリング部門2連覇。
- クイズ☆タレント名鑑（TBS、2011年5月1日・9月25日・2012年3月25日） - USC 〜史上最大ガチ相撲トーナメント・予選トーナメント3連覇。
- めちゃ×2イケてるッ! めちゃバップハイスクール ケンカの強い男子校抜き打ち学力テスト（フジテレビ、2012年3月31日）
- 流行りん♥モンロー!（関西テレビ、2012年4月23日 - 9月17日）
- チェックタイム（TOKYO MX、2012年10月3日 - 12月26日） - 水曜日レギュラー
- アニマルアイランド（HTB、2013年10月3日 - 12月19日） - 動物の声
- これぞ!ニッポン流!（テレビ朝日、2014年4月12日 - 9月28日）
- ネプ&イモトの世界番付（日テレ、2011年10月18日 - 2016年3月18日） - G20・ナイジェリア代表
- ナニコレ珍百景（テレビ朝日） - 主に大会珍百景などで不定期出演。
- ダウンタウンのガキの使いやあらへんで!（日本テレビ） - 章造遠藤のクイズ！まあまあまあ！、世界怪談サミット、いきなり!大爆笑ツアー!なと不定期出演。
- のびのびシティさいたま市（テレビ埼玉、2019年4月21日 - 2020年3月）
- 虎ノ門市場（テレビ東京、不定期放送）
- YOUは何しに日本へ?（テレビ東京、2013年1月9日 - 2020年5月）- メインナレーション
- ビットワールド（NHK Eテレ、2015年4月3日 - ） - 『とんでもナイッス島』「ブロンティアさん」の声
- 火曜ゴールデン よかばん!!(テレビ宮崎、2019年5月7日 - )

ドラマ
- 浅草ふくまる旅館2（TBS、2007年10月8日 - 12月17日） - ボブ役
- 2008年新春スペシャルドラマ あんみつ姫の大冒険!（フジテレビ、2008年1月6日） - K-1王国王子・ギョロリ役
- 謎解きはディナーのあとで スペシャル（フジテレビ、2012年3月27日） - パンチアウト・ジョー役
- 幕末グルメ ブシメシ!2（NHK BSプレミアム、2018年1月10日 -） - アーロン 役
- ドクターX〜外科医・大門未知子〜 第6シリーズ 第7話（テレビ朝日、2019年11月28日） - バイトの元締め役

- いきなり黄金伝説 タカトシVSボビー兄弟VSアンタ サバイバル0円生活5時間SP 2007

### ウェブテレビ
- ボブ・サップ緊急来日!第1回Abema杯5種競技HAOOO5!（2017年10月14日、10月22日、AbemaTV）[36]
- 街録ch〜あなたの人生、教えて下さい〜（2021年、YouTube番組）

### ラジオ
- もっともゴチャ・まぜっ!（MBSラジオ、2010年10月23日 - 2011年10月22日）
  - ゴチャ・まぜっ!火曜日（MBSラジオ、2011年10月25日）
- ゴチャ・まぜっ!月曜日（MBSラジオ、2011年10月24日 - 2014年3月24日）
- 東京REMIX族（J-WAVE） - コーナーナレーション
- Oh!わんだ〜FXナイト!（ラジオNIKKEI第1放送、2014年3月4日）

### 映画
- 釣りバカ日誌16 浜崎は今日もダメだった♪♪（松竹、2005年8月27日公開） - 佐世保の米海軍・ボブ役
- アキレスと亀（東京テアトル / オフィス北野、2008年9月20日公開） - ボクサー役
- 南の島のフリムン（角川映画、2009年8月21日公開） - マックス役[37]
- MOON★DREAM[注 3]（トリプルアップ、2013年6月29日公開） - ボブ役

### CM
- 大塚製薬「オロナミンC」（2005年） - 上戸彩、アドゴニーらと共演。
- day after tomorrow『day alone』（2005年）
- エバラ食品工業「エバラ・豆乳キムチ鍋の素」 - 要潤、神戸みゆきらと共演。
- SoftBank「偽戸家」（2011年7月） - 渡辺直美、あき竹城、朝丘雪路らと共演。

### PV
- レミオロメン『立つんだジョー』（2010年7月28日）

### ゲーム
- 新・豪血寺一族 煩悩解放（エキサイト、2006年5月25日発売） - ボビー本人としてボスキャラで登場。

## 作品

### CD
- ハトマメ 〜Say Hello To The World.〜（ポニーキャニオン、2004年1月21日発売）

### 著書
- ボビーだと思います。（ワニブックス、2005年6月8日）[38]
- もしも8歳のこどもが大統領に選ばれたら（ポプラ社、2010年7月7日） - 挿画担当[39]
- 1週間の食費が300円だった僕が200坪の別荘を買えた本当の理由（サンマーク出版、2016年2月）[40]

### DVD
- ボビー・オロゴンの日本文化講座 美しい国,ニッポン。（ビデオメーカー、2007年12月22日発売）[41]